# Mont Royal (Traben-Trarbach)

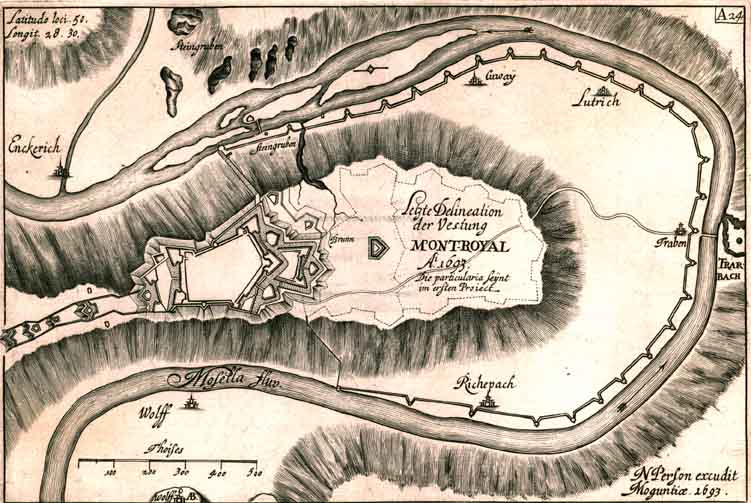
Plattegrond van de vesting Mont Royal en de omgeving

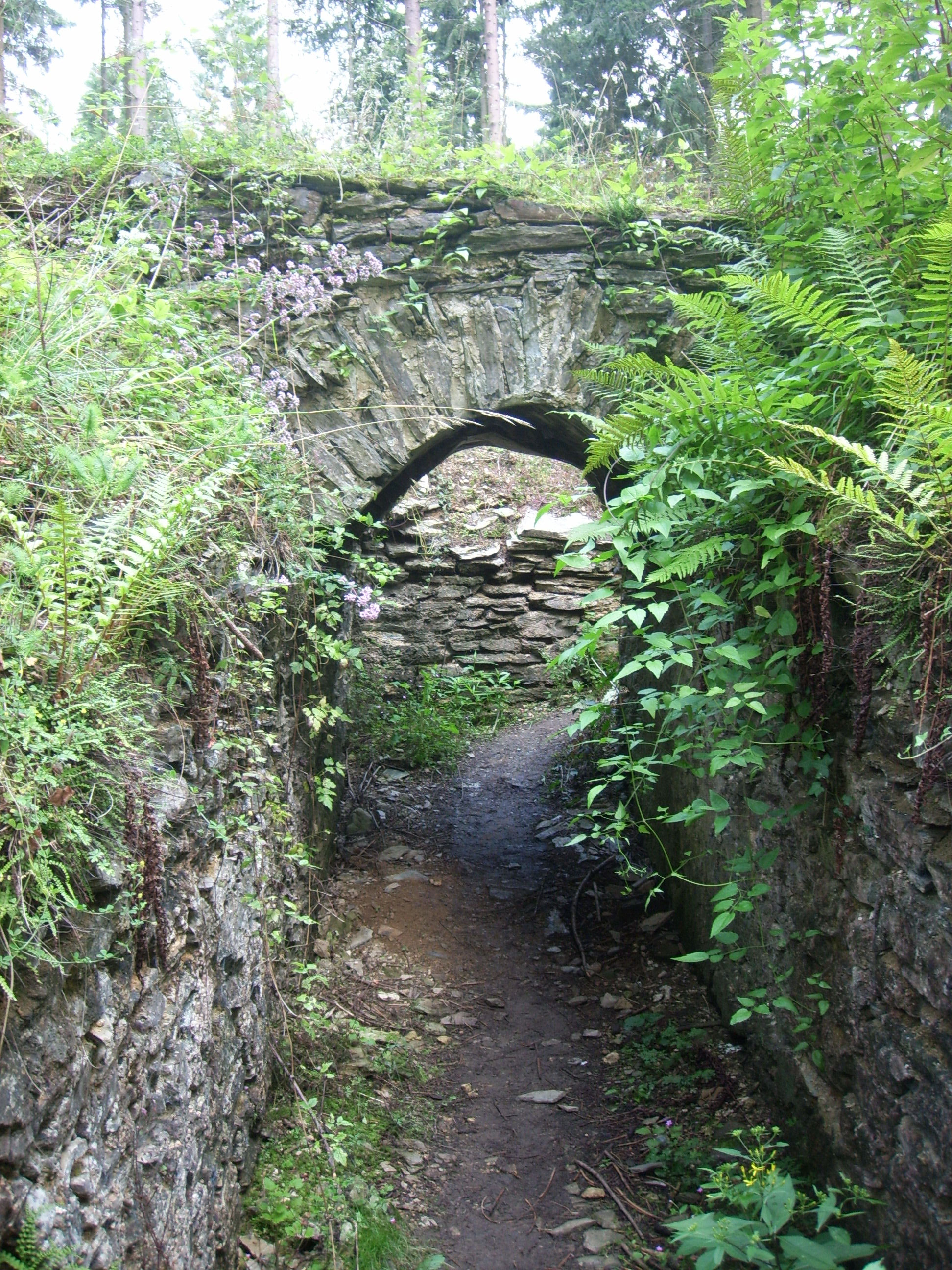
Restanten van de voormalige vesting Mont Royal

Mont Royal is een voormalige vesting (1687-1698) bij de stad Traben-Trarbach in het district Bernkastel-Wittlich in de Duitse deelstaat Rijnland-Palts.

## Geschiedenis
De vesting was geïntegreerd in de noordelijke vestinggordel die aan het einde van de 17e eeuw van Het Kanaal via Luxemburg tot aan Straatsburg en Bazel liep en de grens van Frankrijk beschermde. Tien jaar lang was het bouwwerk een essentiële operationele basis voor het Rijnleger van koning Lodewijk XIV.
De vijftig hectare grote vesting, ongeveer tweehonderd meter boven de Moezel, werd omgeven door een bijna drie kilometer lange en op bepaalde plekken dertig meter hoge hoofdwal, met vijf bastions en drie boltorens versterkt en door talrijke buitenwerken beschermd. In het Grote Koninklijke Hoofdkwartier was een tenten- en barakkenkamp opgezet, waar twaalfduizend man verbleven. Eveneens waren er stallen voor drieduizend paarden, een handelswijk en een kleine stad met een eigen rechtspraak. In 1690 bedroeg de gevechtssterkte van de vesting veertien regimenten en in het arsenaal en de voorraaddepots bevonden zich wapens en goederen voor een heel leger. Mont Royal was destijds het grootste vestingcomplex en behoorde tevens tot de negen 'nieuwe steden' die tussen 1679 en 1698 naar de ontwerpen van de befaamde bouwmeester Sébastien Le Prestre de Vauban uit het niets werden opgetrokken, vormgegeven en versterkt.
Het lot van Mont Royal is verbonden met de militaire conflicten tijdens de Successieoorlog van de Palts, ofwel de Negenjarige Oorlog (1688-1697) en de droom van Lodewijk XIV om in het oosten van zijn koninkrijk een doorlopende natuurlijke grens te hebben in de vorm van de Rijn. Op het moment dat Frankrijk de 'geannexeerde' gebieden moest afstaan, stortte deze droom in. Vervolgens liet Lodewijk XIV de vesting na de Vrede van Rijswijk in de lente van 1698 vervallen.

## Toerisme
Dankzij de heemkundige Ernst Willen Spies is de vesting Mont Royal niet in de vergetelheid geraakt. Onder zijn leiding werden in 1929 en 1938 aan de hand van originele tekeningen uit de militaire archieven van Parijs grootscheepse opgravingen gedaan. Hierna was het complex lange tijd aan verval onderhevig. Pas sinds de herleefde belangstelling voor het behoud van burchten en vestingen is Mont Royal een toeristische trekpleister aan de Moezel geworden.
Toeristen kunnen op de berg boven Traben-Trarbach restanten van de vesting bekijken door de voormalige vestingroute Mont Royal te doorlopen. Borden geven informatie over de ruïnes.